# フィクシキ
フィクシキ（露: Фиксики、英語: to fix「修理する、正す」から）はロシアのアニメシリーズ。
エドゥアルド・ウスペンスキーの児童文学作品「小人の修理屋」（露: Гарантийные человечки）をモチーフに作られた。初回放送は2010年12月13日にロシア１チャンネルの子供向けテレビ番組「おやすみなさい、子供たち！」内であった。さらに、キッズテレビチャンネル「Carousel」と「DETSKIY」でも放送された。2014年7月から12月まではテレビチャンネル「Russia-K」内で放送された。2014年6月からはキッズテレビチャンネルMULTで放送され、2015年から2017年にかけてテレビ局「ニッケルオデオン」のロシア語放送局で放映された。 2016年の夏にはテレビ局「TLUM HD」で放送された。2017年2月8日からはテレビチャンネル・O！（露: О!）で放送されている。現在までに169話が終了している。
アニメーションは制作会社「AEROPLAN」が担当している。シリーズの企画は監督アレクサンドル・タタルスキーが行った（番組終了後のエンドロールに表示あり）。
2Dアニメーションの挿入はキプロスの制作スタジオ「Toonbox」、ウクライナの制作スタジオ「ToonGuru」、ロシアのアニメーションスタジオ「ペテルブルグ」が行っている。
また、「フィクシキ」のスピンオフである「クラボット」（露: Кработы）も登場している。さらに「フィクシキ」の続編となる「フィクシキ、新入り」が2020年2月29日に放送が開始されたが、ここでは全く新しい登場人物が現れ、カーチャの家が物語の舞台となる。

## 筋書き
このアニメは小人のフィクシキたちの冒険の物語である。彼らは様々な機械の中に住みそれらを修理する。機械がどんな仕組みなのかをよく知っているのだ。このアニメは現代のテクノロジーの時代に何がどのような仕組みで作られているかを子供たちに簡単に面白く説明してくれる。メモリカードとは何か？コンピューターディスクの中にアニメ映画が何本も保存できるのはどうして？リモコンはどういう仕組みなの？
それぞれのシリーズで冷蔵庫やメモリーカード、ディスク等の機械が一つずつテーマとして取り上げられている。子供たちはフィクシキと共に、遊び感覚で身近なものについて多くの興味深い知識を身につけ、ありふれてはいるが複雑な機械の慎重かつ安全な利用法を学ぶことが出来る。
アニメの主人公はディム・ディムチ（露: ДимДимыч）という男の子で、彼はフィクシキのシムカちゃん（露: Симка）やノーリク君（露: Нолик）とたまたま友達になった。彼らがいろいろなことをもっと学べるように彼らを手伝うのはシムカとノーリクの両親のパープス（露: Папус）とマーシャ（露: Мася）に祖父のデードゥス（露: Дедус）である。ディム・ディムチは両親にフィクシキの存在を秘密にしながら、同時にペットチワワのクサチカ（露: Кусачка）から彼らを守らねばならない。
第2シーズンでは新しい主人公が現れる。シムカとノーリクと同じクラスの4人で、ファイエル（露: Файер）、イグレク（露: Игрек）、シュプーリャ（露: Шпуля）とヴェルタ（露: Верта）だ。またフィクシキたちの通う学校の研究室の教授ゲーニー・エフゲーニエヴィチ・チュダコフ(露: Гений Евгеньевич Чудаков～ロシア語からの直訳では「テンサイ・カワリモノフ」的な名前)と彼の助手リーゾニカ（露: Лизонька）も登場する。

## 制作の歴史
フィクシキは国際的なアニメブランドの設立を願ったプロデューサーのゲオルギー・ワシーリエフによって2005年に提案された。同年、ワシーリエフはスタジオ「パイロット」の創設者であるアレクサンドル・タタルスキーとともにアイディアを検討し始める。タタルスキーは様々な身の回りの機械の構造について物語るアニメを提案する。そしてエドゥアルド・ウスペンスキーの「小人の修理屋」とその中に登場する機械の中に住んでそれを修理する小人の修理屋たちに目を向けるよう助言したのだ。タタルスキーはこう言った。「私が5歳の少年の頃は、機械の中に誰が住んでいるか知りたくてたまらなかった。子供の頃はずっとそのことばかり考えていたのを覚えているよ。」
身の回りの機械について学ぶというテーマは多くの人々にとって身近な問題であることから、このアイディアは承認された。また、その少し前に設立された制作会社「AEROPLAN」(露: Аэроплан)は、「小人の修理屋」の映画化の権利を獲得するためにエドゥアルド・ウスペンスキーと連絡をとった。しかし、制作会社はウスペンスキーのお話の概念はやや時代遅れであると感じていた。作品が発表された時点（1974年）で機械のサイズは今よりは大きかったとはいえ、小人の修理屋はネズミ程度のサイズで、現代の電子機器には適していなかったためである。
「小人の修理屋」のタイトルは変更されることになった。短くて覚えやすく、さらにアニメに直接関連しない様々な製品にも適するようなものにするためである。もともと世界に通用するものを、と考えられていたためタイトルには英語が選ばれた。英語が話せる、あるいは英語圏出身の様々な専門家が国内から呼び寄せられ、話し合いでFix（修正する、修理する）とPixie（エルフ、妖精、小人などの小さな魔法の世界の生き物）という言葉から生まれたFixieに決定した。こうしてこの名前は機械の修理に従事する小さな魔法の生き物を意味することになった。その後、(露: Fixie「フィクシー」）という名前はその後ロシア語風にアレンジされ「フィクシキ」として知られるようになった。
また、2005年には制作会社と同名のアニメスタジオが設立された。「ティディッシ」（露: Тыдыщ）という名の三本指を広げた形のアニメの原案のロゴマークはキャラクター作成以前に登録された。
名前やロゴやコンセプトが作成された後に実際のアニメ制作が始まった。デザイナーのユーリ・プロニンはキャラクターのコンセプトアートを担当した。キャラクターのイメージはその開発中にどんどん変わっていった。フィクシキはヒトの外見になったりロボットの外見になったりしたが、プロデューサーはそのどれにも満足しなかった。
2007年にアレクサンドル・タタルスキーが56歳で亡くなったためプロジェクトは彼なしで進められた。2008年、スタジオ「AEROPLAN」は米国の「Animation Magazine」のインタビューでプロジェクトについて語った。2008年の時点で、プロジェクトは12人のフィクシキと1匹の犬を含む劇場版の長編アニメとして計画されていた(フィクシキ・シリーズ～2008年度開発資料を参照)。キャラクターは小人である。トレーラーとアニメーションのテストも作成された。筋書きは、人々が10万ドルの賞金獲得のためにフィクシキを捕えようとする。一方カソード（露: Катод）という名のフィクシキが電線を使った旅行を可能にするHat-O-Mat（露: Шляп-о-Порт）という機械をこっそり盗み出すが、その機械は使う者を徐々にモンスターに変えていく、というものである。しかし、2008年の経済危機により、劇場版の計画は頓挫し「AEROPLAN」はアニメシリーズに取り組み始めた。
後に、ユーリ・プロニンはフィクシキの最終的なイメージを決定した。それは大きな手（フィクシキは絶えず働いているから）、光る髪（フィクシキは暗い場所で作業するから）、ネジへの偽装するというものである。デザイナーは始めにネジを描き、その後、ネジからフィクシキを描き出したという。
2010年、アニメシリーズは完成し、その年の12月にロシア１のテレビ番組「おやすみなさい、子供たち！」（露: Спокойной ночи, малыши!）の一環で放送された。アニメシリーズはすぐに人気となり、制作者らはシリーズの156話の制作を計画した。しかし、2011年、エドゥアルド・ウスペンスキーは「小人の修理屋」のイメージの作り変えに不満があると述べた。スタジオ「AEROPLAN」とウスペンスキーはフィクシキの表題から「このプロジェクトはE・ウスペンスキーの作品が原案である」という言及部分を削除することで合意した。ウスペンスキーは「小人の修理屋」への権利を残した。同年、エドゥアルド・ウスペンスキーは1974年の続編「修理屋、帰る」を発表した。
2012年に始まった第2シーズンでは新たな登場人物、シムカのクラスメートたち、科学者のゲーニー・エフゲーニェヴィッチ・チュダコフとその助手リゾンカの他に新たな活動場所である実験室も登場する。
アニメシリーズをきっかけに食品、文房具、ボードゲーム、玩具など様々な製品が発売された。また雑誌、ゲーム、スマートフォンアプリも発売された。「フィクシーショー」という名で実写版の劇場ショーも公開された。また、プロダクトプレースメントが行われたシリーズもあった。
2017年10月28日、スタジオは「フィクシキ： トップシークレット」のタイトルで劇場版を公開した。この映画は世界各国で上映された。映画が公開される前にもかかわらず、続編が制作中であると発表された。これをきっかけに本や漫画が出版された。
劇場版第2作目は「フィクシキVSクラボット」というタイトルで、フィクシキとクラボットというカニに似たロボットの対立をテーマにしている。映画の公開は2019年12月21日で、スタジオ「メリニッツァ」のプロジェクト「イワン王子と灰色狼　シリーズ4」と人気を争った。初のティーザー広告が放映されたのは2019年3月29日のことである。
当初は3シーズン156話を放送する予定であったが、その後にボーナスシリーズの「ゼフィル」が公開された。
スタジオ「AEROPLAN」は「リアニュース」のインタビューで、ファンにも馴染みのない新しいフィクシキの家族が登場する「新入り」という副題の付いた作品がもう1シーズン続くと発表した。新キャラクターに加えて新たな活動場所であるカーチャのアパートの一室も登場する。また、作中歌「フィクシキって誰？」の新バージョンが発表された。
新シーズンに加えて、2020年初頭にスピンオフ「クラボット」が放送される。この中では劇場版「フィクシキVSクラボット」で初めて登場したクラボットについて語られる。
フィクシキの作中歌（露: фиксипе́лки、日: フィクシペルキ）は「AEROPLAN」の新たなプロジェクト「アニメぺルキ」（露: Мультипелки）に含まれている。

## 劇場版
第1作目の劇場版のトレーラーは2016年12月27日に公開された。2017年7月20日には、第2作目の制作が開始された旨の告知がされた。
劇場版1作目『フィクシキ: トップシークレット』の初上映は2017年10月28日に決められた。
2018年9月、第2作目『フィクシキVSクラボット』の上映に関する情報が流れた。公開日は2019年12月21日に予定された。2019年3月29日には初めてのトレイラーが公開された。

## 登場人物

### フィクシキ
シムカ （露: Си́мка）

声：ラリーサ・ブロフマン（全シリーズ）

フィクシキの女の子で９歳くらい。ノーリクの姉にしてディム・ディムチの友達。賢くて活発。困っている友達をいつでも喜んで助ける。しかも行動が早くて即決力有り。フィクシキの学校に通いクラスでは優等生。

偽装：座金組込六角ボルト

ノーリク （露: Но́лик）

声： ヤコフ・ワシーリエフ（第1話～第79話，劇場版「フィクシキ：大きな秘密」）→アンドレイ・コノノフ（第80話～第117話）→アルチョム・スコサレフ（第118話～）

シムカの弟でディム・ディムチの友人。人でいうと約5歳。お人好しで素直な性格。時に知識や経験が不足気味。でも自分の意見は躊躇せず持つ。一人では切り抜けられないような困難な状況に陥りがち。

偽装：丸サラ頭形状のマイナスネジ

パープス（露: Па́пус） 

声：ユーリイ・マジヒン→ピョートル・イワシェンコ（第56話～）

シムカとノーリクの父親。超ド級のフィクシキで何でも屋。その才能は困難な状況の中でこそ発揮される。パープスは常に喜んで偉業を成し遂げる。ネジに擬態して崩壊しかけた機械をアトラスのように固定させるのだ。

偽装：六角穴付き六角頭Aタッピングボルト

マーシャ （露: Ма́ся）

声：インナ・コロリョーヴァ（全シリーズ）

パープスの妻でシムカとノーリクの母親。楽天家で温和な性格。清潔と秩序を好み、毎日繰り返されるタイプの仕事に能力を発揮。高資格者フィクシキで、キッチン用品のこととなるとパープスにも譲らない。

偽装：丸頭形状のマイナスネジ　

デードゥス （露: Де́дус）

声：ドミトリー・ナザロフ、ドミトリー・ブジンスキー（一部）

シムカとノーリクの祖父、見た目が他とはかなり違う高齢者フィクシキ。伝統的な作業着を着用せず、まるで達人の魂の一部が具現化した太古のフィクシキのような外見。物知りで厳格で古代の英知と慣習の保持者。素晴らしい語り手であり若いフィクシキの教師でもある。

偽装：蝶ボルト

ファイエル（露: Фа́йер、英語の「ファイヤー」から）

声：インナ・コロレワ（全シリーズ）、プロホル・チェホフスコイ（劇場版）

シムカの同級生。若いフィクシキ仲間の中では最も行動力があり、最も策士で、最も活動的で、最も素早く、最も抜け目なく、最も大胆。「クラスのエンジン」と友達は呼ぶ。いつもあり得ないアイデアが頭にひらめいて、その活力を周りの人に伝染させる。

偽装：六角穴付き六角頭ボルト。

イグレク（露: И́грек）
声：ラリーサ・ブロフマン（全シリーズ）、スタニスラフ・エフシン（劇場版）

先生たちの自慢の生徒。クラス一番の秀才で博識。理論から実践への移行が常に上手くいくとは限らない。しかし複雑な問題の解決策を見つけるとなると敵う者はない。仲間は彼の不器用さを揶揄いつつも、考え深いイグレクをとても尊敬している。

偽装： ナット頭LEDホルダー付きボルト

シュプーリャ （露: Шпу́ля）
声：バルバラ・オビドル（全シリーズ）
スプーリャは「クラスの良心」。善良で誠実で親切で、いつでも喜んで喧嘩の仲裁をしたり、誰かを応援したり、褒めたり、助けたりする。彼女を笑わせたり怖がらせたり何かの出鱈目を信じ込ませるのはとても簡単。でも彼女と喧嘩するなどまずありえない。だって誰にも腹を立てないから。なぜかって？喧嘩するより仲良くする方がいいに決まってる！

偽装：ドイツ式蝶ネジ

ヴェルタ （露: Ве́рта、フランス語のvert 「緑」から）
声： インナ・コロリョーヴァ（全シリーズ）、エカテリーナ・セメノヴァ（映画 フィクシキ：大きな秘密）、リリヤ・シャイヒッディノヴァ（劇場版「フィクシキVSクラボット）
クラス一の美人で目標達成型の女の子。自分に必要なことは文句無しにやり遂げるし、負けることは大嫌い。誰かを窮地から救い出すこともできる。無論、そうするよう彼女を説得できればのはなし。

偽装：金製の座金組込ナベ頭プラスネジ

アルト （露: Альт）
声： ドミトリー・シエンドゥク（劇場版「フィクシキVSクラボット」）

青い色のフィクシキの男の子。先っちょが黄色のドレッドヘアーをしているが、おそらくこれは光ファイバーなのだ。ヴェルタやファイエルの着ているスーツのような大きな襟付きの、黄色の柄入りの紺色の仕事着を着ている。利口で勇敢で社交的。遺伝子工学に熱中。

偽装：マーク入り取手付きネジ

メガ （露: Мега）

声：タチアナ・ヴェショルキナ（劇場版「フィクシキVSクラボット」）

紅緋のフィクシキの少女。針状結晶に似た赤毛で肌色は黄色がかっておりどのフィクシキよりも細い眉毛を持つ。メガの偽装は外歯付座金組込みネジである。身長とおそらく年はノーリクとほぼ同じ。「お転婆娘」ともいえる。活動的な生き方を愛し、フィクシボードで巧みに空を飛べる。また実際よりも自分を大人だと思っている。メガのもう一つの趣味はソーシャルメディア、言動から察するに結婚式が大好き。幼いわりには分別があり愛想がよく思いやりもある。しかし一方で、シムカのように皮肉っぽい性格でもあり常に辛辣な言葉を吐いている。

偽装：トルクスネジ

バーシャ （露: Бася）

声：リリヤ・シャイヒッディノヴァ（全新シリーズ）

ギークとフリックの養祖母。シルエットは新シーズン4の第一話 「ピアノ」、で紹介されたが、初登場はシーズン4の第3話「フック」。淡青色の髪と眉を持つ淡青・薄紫色の高齢フィクシキ。髪型はシムカに似た束ね髪を紫色の髪ゴムで結んでいる。他のフィクシキとは見た目が大きく異なる。紫色の鼻メガネをかけ、デードゥス同様、フィクシキ作業着を着ていない。濃い紫色のボタンなしの「ティディッシ」マークのついた皮のジャケットを着て、茶色のベルトに淡青色のジーンズに明るい淡青色のハイヒールブーツを履いている。専用の移動手段はターコイズ色のミニチュア飛行スクーター。高齢にもかかわらずカウチポテト族のイメージを好まず、旅行者や冒険家の活動的な生き方を愛している。やや厚かましい性格だが思いやりもある。双子の養孫、ギークとフリックがいる。

フリックとギーク （露: Фрик и Гик）

声 – プロホル・チェホフスコイ（全新シリーズ）

双子の兄弟。初登場は新シーズン4の第1話 「ピアノ」。正確な情報によると、フリックとギークは同じ二つの歯車を作る必要があった親方のために登場した。親方が亡くなった時、双子は親方の持ち物と一緒にゴミ捨て場に棄てられた。バーシャが彼らを見つけて時計を回さなかったら彼らは充電切れで死んでいただろう。二人は見た目がまったく同じだが、眉とボタンで区別できる（フリックは赤いボタン、ギークは緑のボタン）。どちらも大のいたずらっ子で、他のフィクシキにいたずらするのが大好き。デードゥスの学校に入る前はバーシャの元で学んでいた。

### その他の登場人物
ディム・ディムチ（露: ДимДи́мыч ）

フルネーム：ドミトリー・ドミトリエヴィッチ・クディキン（露: Дми́трий Дми́триевич Куды́кин ）

声： イワン・ドブリャコフ（第1話～第10話）→アレクサンドル・クルバン（第11話～ 第79話）→フェリクス・ゴロヴニーン（第80話～第117話）→アレクサンドル・ノヴィコフ（第118話～第140話）→ヤロスラフ・エフレメンコ（第141話～第168話）→ロマン・レンコフ（第169話～）

8歳の少年。好奇心旺盛で機械に興味を持っている。空想家。遊んでいると夢中になって時間を忘れ、時には慎重さも忘れてしまう。フィクシキやチュダコフ教授と仲良くなってフィクシキの秘密を知った二人目の人間。

ディム・ディムチの両親

声： アレクセイ・ロソシャンスキー（父：第3話～第55話）→ピョートル・イワシェンコ（第56話～）、ラリーサ・ブロフマン（母：全シリーズ）

典型的な親。子供に必要な注意を向けることをよく忘れるが、息子を愛し時には息子のゲームや冒険に参加したりする。父ドミトリー・クディキンはジャーナリスト、母リュボフ・クディキナは口腔科医である。

ゲーニー・エフゲニェヴィチ・チュダコフ（露: Ге́ний Евге́ньевич Чудако́в）

声：ディオミド・ヴィノグラドフ（全シリーズ）

教授でエリカの夫、またデードゥスの旧友でありフィクシキの秘密を知った一人目の人間。ちょっとボンヤリしていて、その名前が彼を表している。昔からフィクシキの存在を知っていたが誰にも話していない。あらゆる機械や道具の修理や実験が持ち込まれてくる彼の研究室はフィクシキたちの授業をするのにもってこいの場所だ。

リーゾンカ （露: Ли́зонька）

声：ヴァルヴァラ・オビドール

チュダコフ教授の非常に神経過敏な助手。フィクシキのことは知らないが、何かが研究室にいると感づいている。長編映画「フィクシキ対クラボティ」では船長と結婚し船で暮らすようになる。

クサチカ （露: Куса́чка）

声：インナ・コロリョヴァ（第1話～第152話：第83話のみラリーサ・ブロフマン）→ミラナ・フェドセエヴァ（第153話～）

メスのチワワ犬。かなり下品な性格。人間には可愛がられるが番犬としての本能を隠し持つ。人とは違ってフィクシキの存在を嗅ぎ付けているがどうしても捕まえられずに苛ついている。

ジュチカ（露: Жу́чка）

虫かクモに似たような虫で、昔からアパートに住みついてフィクシキを興味深く観察している。静かな生き物であるが非常に感情的でもある。足が速く一瞬にして身を隠せる。勝手にあちこちに入り込む。

カーチャ（露: Ка́тя）

声：ダリア・コルバセエワ（映画 フィクシキ：大きな秘密）、アナスタシア・ジャトロヴァ（劇場版「フィクシキ対クラボット」、第154話～）

ディム・ディムチの友人で何度も話に出てくる。第21話「懐中電灯」では姿は現さないが懐中電灯を使ったディム・ディムチとやり取りをする。ディム・ディムチの隣人でクラスメートでもある。第103話の「見えないインク」ではディム・ディムチに好意を告げる。初登場は長編映画「フィクシキ：大きな秘密」である。その中でフィクシキの秘密を知った三人目の人間となり、またチーム初の女性メンバーとなる。アニメでは第154話で紹介された。

### エピソードの登場人物
ヴァーシカ（露: Ва́ська）

ディム・ディムチの友達。

声：アンドレイ・クルバン（第51話）

ファイエルウェルク （露: Файерве́рк、英語のFireworks「花火」）

声：アレクサンドル・プシュノイ

劇場版「フィクシキ：大きな秘密」で敵として登場するファイエルの別人格。

エリカ（露: Эрика ）

声：ノンナ・グリシャエヴァ、リリヤ・シャイヒッディノヴァ（劇場版「フィクシキVSクラボット」）

クラボットの開発者。科学者で後にチュダコフの妻になる。

## 受賞歴
- 2012年

第一回全国児童アニメ祭「子供たちの虹」(露: Радуга детства)にて、審査員である子供のアニメーターが、『フィクシキ』シリーズを「最も賢いアニメ」と認めた。同シリーズの主人公についても、審査員たちは「最も面白い主人公」と評価した。.
- 2013年

マヒリョウで行われた第16回国際アニメ映画祭「アニマヨフカ2013」(露: Анимаёвка-2013)にて、イワン・プショーンキン、アルセン・ハチャタリャン両監督の『フィクシキ』シリーズに「教育的賞」が与えられた。.
- 2014年

アニメシリーズ『フィクシキ』が、児童のための貢献を称える「金の子熊勲章」(露: Золотой медвежонок)を受賞し、「最高のマルチメディア作品」とされた。.
- 2017年

「世界アニメ祭」(露: Мультимир)で初めて行われた賞の授与にて、プロの審査員の審査により受賞した者たちのなかで「ロシア最高峰アニメシリーズ」の座を獲得した『フィクシキ』と、スタジオ「AEROPLAN」。.
- 2019年

アニメシリーズ『フィクシキ』が「最高の児童向け科学プロジェクト」として、ロシア教育・科学省の「科学信奉賞」(露: За верность науке)の受賞者となった。.

## 小話
- 3Dアニメーション技術を軸に、制作にflash技術を補助的に使用している。[4].
- フィクシキの特別なサインになっているのは、指を三本(親指と人差し指と中指)伸ばした手である。これは単なる挨拶でもあり、またフィクシキにとっての信頼の証でもあるが、最も多いのは上手くいった仕事と目標達成に対して「ティディッシ！」と声を発する場合である。この3本指サインは、フィクシキの着用する服や仕事道具、乗り物等の装飾に使われている。[4].
- エカテリンブルクでは、ロスアトム原子力情報センターの本部で、『フィクシキ』シリーズに基づいた通俗科学の授業を児童向けに行う教育プロジェクト「フィクシルイ体験」(露: ФИКСИруй опыт)が実施されている。[15].
- 第67話「バーコード」で映されているQRコードには、公式サイト「フィクシクラブ」(露: ФиксиКлуб)のリンクが暗号化されている。
- 第3シーズンの第34話「血液検査」および劇場版から、ディム・ディムチとその両親の苗字は、クディキニ(露: Кудыкины)であることが分かった。つまり少年のフルネームは、ドミートリー・ドミートリエヴィチ・クディキン(露: Дмитрий Дмитриевич Кудыкин)となる。